# Wolfgang Hercher
Wolfgang Hercher ist ein ehemaliger deutscher Basketballspieler, -trainer und -schiedsrichter.

## Werdegang
Hercher spielte Volleyball und Basketball und studierte Sport. In Jena rief er Anfang der 1950er Jahre in der Hochschulsportgemeinschaft Basketballgruppen für Frauen und für Männer ins Leben. 1952 wurde er Leiter der neugegründeten Basketballabteilung der Hochschulsportgemeinschaft. Er und Boris Deltow wurden als Jenaer Basketballpioniere bezeichnet.
Er war Basketball-Nationalspieler der Deutschen Demokratischen Republik, im Sommer 1951 nahm er mit der Auswahl an einem internationalen Turnier in Berlin und im Sommer 1953 an den Internationalen Freundschafts-Sportspielen der Jugend teil. Als Trainer war Hercher in den späten 1950er und in den 1960er Jahren beim SC Dynamo Berlin in der Oberliga tätig, beim Deutschen Basketball-Verband war er bei der Europameisterschaft 1952 als Trainer der weiblichen DDR-Auswahl (gemeinsam mit Hans Jähne), später der Jugendnationalmannschaft und zwischen 1963 und 1966 als Assistenztrainer der DDR-Nationalmannschaft im Amt.
Hercher war ebenfalls Schiedsrichter, kam als solcher zu Einsätzen auf internationaler Ebene, unter anderem bei der Europameisterschaft 1957.
Hercher schloss 1970 eine Doktorarbeit an der Deutschen Hochschule für Körperkultur ab. Aus seiner wissenschaftlichen Beschäftigung mit dem Basketballsport ging unter anderem das erstmals 1973 veröffentlichte Lehrbuch Basketball hervor. Er befasste sich mit technischen, taktischen und sportpolitischen Aspekten des Basketballs, seine Erkenntnisse erschienen auch in der sportwissenschaftlichen Zeitschrift Theorie und Praxis des Leistungssports.